# Phanoleon bicostatus
Phanoleon bicostatus är en insektsart som beskrevs av Banks 1931. Phanoleon bicostatus ingår i släktet Phanoleon och familjen myrlejonsländor. Inga underarter finns listade i Catalogue of Life.